# ألبرتوس سوجيجا براناتا
ألبرتوس سوجيجا براناتا (بالإندونيسية: Albertus Soegijapranata)‏ (و. 1896 – 1963 م) هو كاهن كاثوليكي  إندونيسي، ولد في سوراكارتا، توفي في Steyl ‏، عن عمر يناهز 67 عاماً.

## مناصب
تولى منصب
- Roman Catholic Archbishop of Semarang ‏ 3 يناير 1961–22 يوليو 1963[4]
- Military Bishop of Indonesia ‏ 25 ديسمبر 1949–23 يوليو 1963
- النائب الرسولي  [لغات أخرى]‏ 1 أغسطس 1940–3 يناير 1961
- أسقف من غير أبرشية  [لغات أخرى]‏ 1 أغسطس 1940–3 يناير 1961[4]

.

## جوائز
حصل على جوائز منها:
بطل إندونيسيا الوطني